# Der längste Tag
Der längste Tag (Originaltitel: The Longest Day) ist ein US-amerikanischer Kriegsfilm aus dem Jahr 1962. Er gilt als einer der aufwändigsten Kriegsfilme und letzten großen Kinofilme in Schwarzweiß.
Für den Film wurden die drei Regisseure Ken Annakin (Die letzte Schlacht), Andrew Marton (Ein Riß in der Welt) und Bernhard Wicki (Die Brücke) verpflichtet, um die Handlungsstränge der amerikanischen, britischen, französischen und deutschen Kriegsparteien in den jeweiligen Sprachen darzustellen. Die literarische Beratung übernahm Erich Maria Remarque. Die Ensemblebesetzung vereint berühmte US-amerikanische, britische, deutsche und französische Schauspieler, darunter John Wayne, Robert Mitchum, Richard Burton, Sean Connery, Henry Fonda, Rod Steiger, Gert Fröbe, Curd Jürgens, Bourvil und Arletty.
Der längste Tag ist eine häufig verwendete Bezeichnung für den D-Day der Operation Overlord, den Tag der Landung der Westalliierten in der Normandie 1944, weil für die eingesetzten Truppen an diesem „endlosen“ Tag der Nachschub über lange Stunden unter dem Verteidigungsfeuer der deutschen Truppen ausblieb. Der Titel entstammt einer Bemerkung des Generalfeldmarschalls Erwin Rommel, der im Frühjahr 1944 zu seinem Ordonnanz-Offizier sagte: „Glauben Sie mir, Lang, die ersten 24 Stunden der Invasion sind die entscheidenden, von ihnen hängt das Schicksal Deutschlands ab… Für die Alliierten und für Deutschland wird es der längste Tag sein.“

## Handlung
Der Film basiert auf dem gleichnamigen Buch von Cornelius Ryan.
Im ersten Teil sieht man ausführlich die Vorbereitungen der Alliierten auf den Angriff und die Abwägungen der deutschen Offiziere, wann und wo die Invasion stattfinden wird. Generalfeldmarschall Erwin Rommel reist für einen Kurzurlaub in die Heimat, weil seine Frau Geburtstag hat. Die französischen Widerstandskämpfer erhalten über Radio codierte Nachrichten, welche ihnen die bevorstehende Invasion ankündigen. Sie bereiten sich vor, um in der Nacht vor der Invasion vor allem Telekommunikationseinrichtungen und Nachschublinien der deutschen Armee zu sabotieren. In längeren Szenen wird ein Eindruck der Gemütsverfassung einzelner britischer und US-amerikanischer Soldaten und Offiziere vermittelt.
Der zweite Teil beginnt in der Nacht vor dem Angriff und schildert, wie die Alliierten auf vielfältige Weise den Angriff auf die Küstenabschnitte in der Normandie beginnen: Fallschirmjäger werden zum Teil weit verstreut im Hinterland abgesetzt, Puppen mit Knallkörpern landen ebenfalls mit Fallschirmen, um die deutsche Abwehr zu verwirren, und Bomber versuchen, die Bunker und Abwehrgeschütze an der Küste zu zerstören. Der unglückliche John Steele bleibt mit seinem Fallschirm an einem Kirchturm hängen und muss hilflos dem Feuergefecht seiner Kameraden zusehen.
Am frühen Morgen erscheinen tausende von Kriegsschiffen und kleineren Booten wenige Kilometer vor der Küste. Die Meldungen der deutschen Soldaten und Offiziere stoßen bei ihren Vorgesetzten zum Teil auf Unglauben. Der dringend benötigte Panzernachschub wird in der Befehlskette nicht freigegeben, weil Hitler noch schläft und niemand wagt, ihn zu wecken. Die Alliierten versuchen, möglichst schnell und mit verschiedenen Mitteln große Teile der den einzelnen Armeekorps zugewiesenen Küstenabschnitte zu besetzen und die deutsche Abwehr auszuschalten.
Der dritte Teil des Filmes zeigt, wie nach der weitgehend erfolgreichen Invasion die dezimierten Verbände der Alliierten ins Landesinnere vorstoßen und verschiedene Ortschaften erobern.
Die Handlung schließt mit einem längeren Dialog zwischen einem verwundeten und einem verirrten Soldaten und mit der vollständigen Einnahme eines Küstenabschnitts, der lange und heftig umkämpft war.

## Besetzung
Amerikanisch
- Eddie Albert: Colonel Thompson
- Paul Anka: US-Army Ranger
- Richard Beymer: Private Dutch Schultz
- Red Buttons: Pvt. John Steele
- John Crawford: Colonel Caffey
- Ray Danton: Captain Frank
- Fred Dur: Major im Ranger-Battalion
- Fabian Forte: US-Army Ranger
- Mel Ferrer: Major General Robert Haines
- Henry Fonda: Brig. Gen. Theodore Roosevelt, Jr.
- Steve Forrest: Captain Harding, Fallschirm-Staffel
- Henry Grace: General Dwight D. Eisenhower
- Peter Helm: Junger Soldat
- Jeffrey Hunter: Sergeant, später Lieutenant John H. Fuller
- Alexander Knox: Maj. Gen. Walter Bedell Smith
- Dewey Martin: Private Wilder
- Roddy McDowall: Private Morris
- Sal Mineo: Private Martini
- Robert Mitchum: Brigadiergeneral Norman Cota
- Edmond O’Brien: Major General Raymond O. Barton
- Ron Randell: Joe Williams, Kriegsreporter
- Robert Ryan: Brigadiergeneral James M. Gavin
- Tommy Sands: US-Army Ranger
- George Segal: US-Army Ranger
- Rod Steiger: Kommandant des Zerstörers
- Tom Tryon: Lieutenant Wilson, Fliegerstaffel
- Robert Wagner: US-Army Ranger
- John Wayne: Lt. Col. Benjamin H. Vandervoort
- Stuart Whitman: Lieutenant Sheen
- Nicholas Stuart: Gen. Omar N. Bradley (im Abspann unerwähnt)

Französisch
- Arletty Bathiat: Madame Barrault
- Jean-Louis Barrault: Pater Louis Roulland
- Bourvil: Bürgermeister von Colleville-sur-Orne
- Pauline Carton: Haushälterin von Louis
- Irina Demick: Janine Boitard, Widerstand
- Fernand Ledoux: Louis, alter Farmer
- Christian Marquand: Capitaine Philippe Kieffer
- Madeleine Renaud: Mutter Oberin
- Georges Rivière: Guy de Montlaur
- Jean Servais: Contre-amiral Robert Jaujard
- Georges Wilson: Bürgermeister von Sainte-Mère-Église

Deutsch
- Hans Christian Blech: Major Werner Pluskat
- Wolfgang Büttner: Generalleutnant Hans Speidel
- Gert Fröbe: Unteroffizier „Kaffeekanne“
- Paul Hartmann: Generalfeldmarschall Gerd von Rundstedt
- Ruth Hausmeister: Lucie Rommel
- Michael Hinz: Manfred Rommel
- Werner Hinz: Generalfeldmarschall Erwin Rommel
- Karl John: General der Luftwaffe Wolfgang Häger
- Curd Jürgens: General der Infanterie Günther Blumentritt
- Til Kiwe: Hauptmann Helmuth Lang, Rommels Begleiter
- Wolfgang Lukschy: Generaloberst Alfred Jodl
- Richard Münch: General der Artillerie Erich Marcks
- Kurt Meisel: Hauptmann Ernst Düring
- Wolfgang Preiss: Generalmajor Max Pemsel
- Heinz Reincke: Oberstleutnant Josef „Pips“ Priller
- Hartmut Reck: Unteroffizier Bernhard Bergsdorf (Flugkamerad von „Pips“)
- Paul Edwin Roth: Oberst Schiller
- Dietmar Schönherr: Major der Luftwaffe, Hägers Adjutant
- Ernst Schröder: Generaloberst Hans von Salmuth
- Hans Söhnker: Deutscher Offizier
- Peter Van Eyck: Oberstleutnant Ocker
- Vicco von Bülow (Loriot): Pemsels Adjutant (im Abspann unerwähnt)

Britisch
- Richard Burton: RAF Flying Officer David Campbell
- Sean Connery: Private Flanagan
- Frank Finlay: Private Coke
- Leo Genn: Major-General beim SHAEF
- John Gregson: Militärkaplan
- Donald Houston: RAF-Pilot
- Peter Lawford: Brig. Gen. Lord Lovat
- Michael Medwin: Private Watney
- Howard Marion-Crawford: Glider, Arzt
- Kenneth More: Beachmaster Capt. Colin Maud
- Louis Mounier: General Sir Arthur William Tedder
- Trevor Reid: Feldmarschall Sir Bernard L. Montgomery
- Norman Rossington: Corporal Clough
- Richard Todd: Major John Howard
- Richard Wattis: Major der Luftwaffe

## Kritik
- Lexikon des internationalen Films: „Trotz äußerlicher Detailgenauigkeit bietet der Film eher großes Starkino, als dass er zur historischen Klärung der Ereignisse beitragen kann. Vom humanitären Standpunkt liefert der Film kaum emotionale Berührungspunkte.“[2]

## Auszeichnungen
Der Film wurde 1963 mit zwei Oscars ausgezeichnet und für drei weitere nominiert. Die Auszeichnungen erfolgten für
- Spezialeffekte an Robert MacDonald und Jacques Maumont
- Beste Kamera in Schwarzweiß an Jean Bourgoin und Walter Wottitz

Des Weiteren gewann der Film den National Board of Review Award als bester Film.
Außerdem erhielt der Film den Laurel Award als Bestes Action-Drama 1963.
Die Deutsche Film- und Medienbewertung FBW in Wiesbaden verlieh dem Film das Prädikat besonders wertvoll.
Der Film wurde für den Oscar in folgenden Kategorien nominiert:
- „Bester Film“
- „Beste Ausstattung in Schwarzweiß“ an Ted Haworth, Leon Barsacq, Vincent Korda und Gabriel E. Beetley
- „Bester Schnitt“ an Samuel E. Beetley

## Synchronisation
In der Originalfassung sprechen die Schauspieler in ihren jeweiligen Landessprachen. Es existiert aber auch eine voll englisch synchronisierte Fassung, und auch der ursprüngliche Kinotrailer wurde vollständig auf Englisch gezeigt. Die deutsche Version ist vollständig auf Deutsch synchronisiert. Die Sprecher sind:
| - John Wayne: Arnold Marquis - Richard Burton: Wilhelm Borchert - Henry Fonda: Paul Klinger - Edmond O’Brien: Horst Niendorf - Paul Anka: Horst Gentzen - Robert Ryan: Siegfried Schürenberg - John Gregson: Hans W. Hamacher - Bourvil: Erich Fiedler - Richard Beymer: Michael Chevalier - Patrick Barr: Hans W. Hamacher - Red Buttons: Herbert Stass - Christian Marquand: Heinz Petruo - Peter Lawford: Friedrich Schoenfelder | - Richard Todd: Gert Günther Hoffmann - Sal Mineo: Claus Wilcke - Leo Genn: Heinz Giese - Jean-Louis Barrault: Paul Edwin Roth - Jeffrey Hunter: Eckart Dux - Stuart Whitman: Rainer Brandt - Eddie Albert: Werner Peters - Alexander Knox: Curt Ackermann - Rod Steiger: Lothar Blumhagen - Robert Mitchum: Gerhard Geisler - Sean Connery: Heinz Petruo - Mel Ferrer: Erich Schellow |

## Fakten zum Film
Der ursprünglich in Schwarzweiß gedrehte Film wurde 1994, im 50. Gedenkjahr der Landung in der Normandie, in einer computer-colorierten Fassung veröffentlicht.

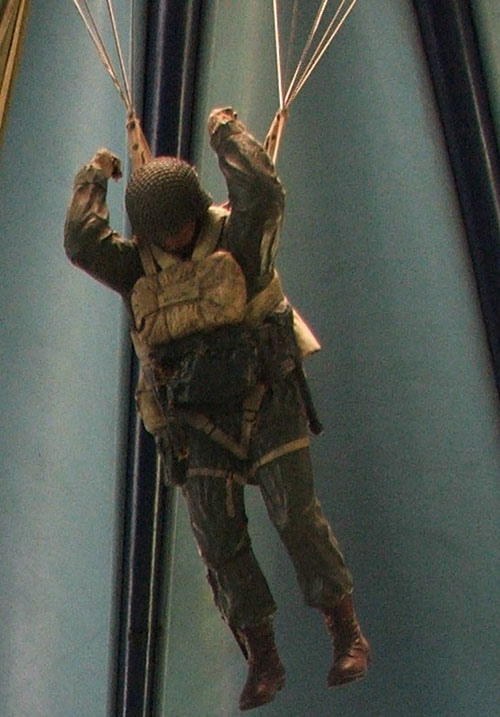
Fallschirmjägerpuppe als Filmrequisite

 Im Film ist der Beobachtungsbunker der Batterie Longues-sur-Mer zu sehen, er dient allerdings nur als Kulisse und nicht in seiner echten Funktion. Einige Szenen wurden auch auf der Île de Ré bei Saint-Clément-des-Baleines an der Conche des Baleines („Walfischbucht“) gedreht.
Puppen von Fallschirmjägern wurden primär als Requisite vorgesehen, um die umfangreiche Luftlandeoperation im Hinterland mit nur wenigen Schauspielern bzw. Statisten filmen zu können. Sie wurden dann aber auch als Paradummy in der Filmhandlung gezeigt; die 1944 real eingesetzten Puppen (Typ „Rupert“) waren allerdings aus Sackleinen und viel einfacher aufgebaut.
Major Werner Pluskat, Kommandeur der I. (Abteilung) / AR (Artillerieregiment) 352 (der 352. Infanteriedivision) wird in Buch und Film als erster Deutscher dargestellt, der die Invasionsflotte sichtet und meldet. Seine Rolle wird jedoch von Heinrich Severloh in dessen Kriegserinnerungen bestritten. „Major Pluskat war dann am Invasionstag selbst nicht anwesend! Er war trotz aufwändiger Recherche unauffindbar!“
Da der unfreiwillig teuer produzierte 20th-Century-Fox-Film Cleopatra seine Herstellungskosten erst 1966 einspielte, rettete der kommerzielle Erfolg des Films Der längste Tag das in Schwierigkeiten befindliche Unternehmen vor dem finanziellen Ruin und brachte es zurück in die schwarzen Zahlen.
Co-Autor Romain Gary verwendet das Motiv des D-Days in seinem letzten Roman Gedächtnis mit Flügeln aus dem Jahr 1980 im Schlusskapitel, wobei er, obwohl selbst Kampfpilot auf alliierter Seite, die Schrecken der Bombardements für die Bewohner des Landstrichs ausführlich und einfühlsam darstellt. Die Alliierten hatten landeinwärts die Lufthoheit.
Der Kinostart des Films in der Bundesrepublik Deutschland war am 25. Oktober 1962. Im deutschen Fernsehen wurde er erstmals am 4. Juni 1974 ab 19.30 Uhr im ZDF gezeigt.
Richard Todd ist sowohl als Darsteller als auch als historische Person im Film zu sehen: Todd war als Captain an der Eroberung der Pegasus-Brücke beteiligt. Im Film spielt er hingegen Major John Howard, den Kommandeur der Einheit, die den Angriff durchführt. Ursprünglich sollte er sich selbst spielen, dies lehnte er aber ab. Aufgrund dieser Konstellation ist im Film eine Szene zu sehen, in der der vom realen Richard Todd gespielte Major Howard von der Filmfigur Captain Todd eine Meldung erhält.